# Pinanga purpurea
Pinanga purpurea är en enhjärtbladig växtart som beskrevs av Hendra. Pinanga purpurea ingår i släktet Pinanga och familjen Arecaceae.
Artens utbredningsområde är Sumatera. Inga underarter finns listade i Catalogue of Life.

## Bildgalleri

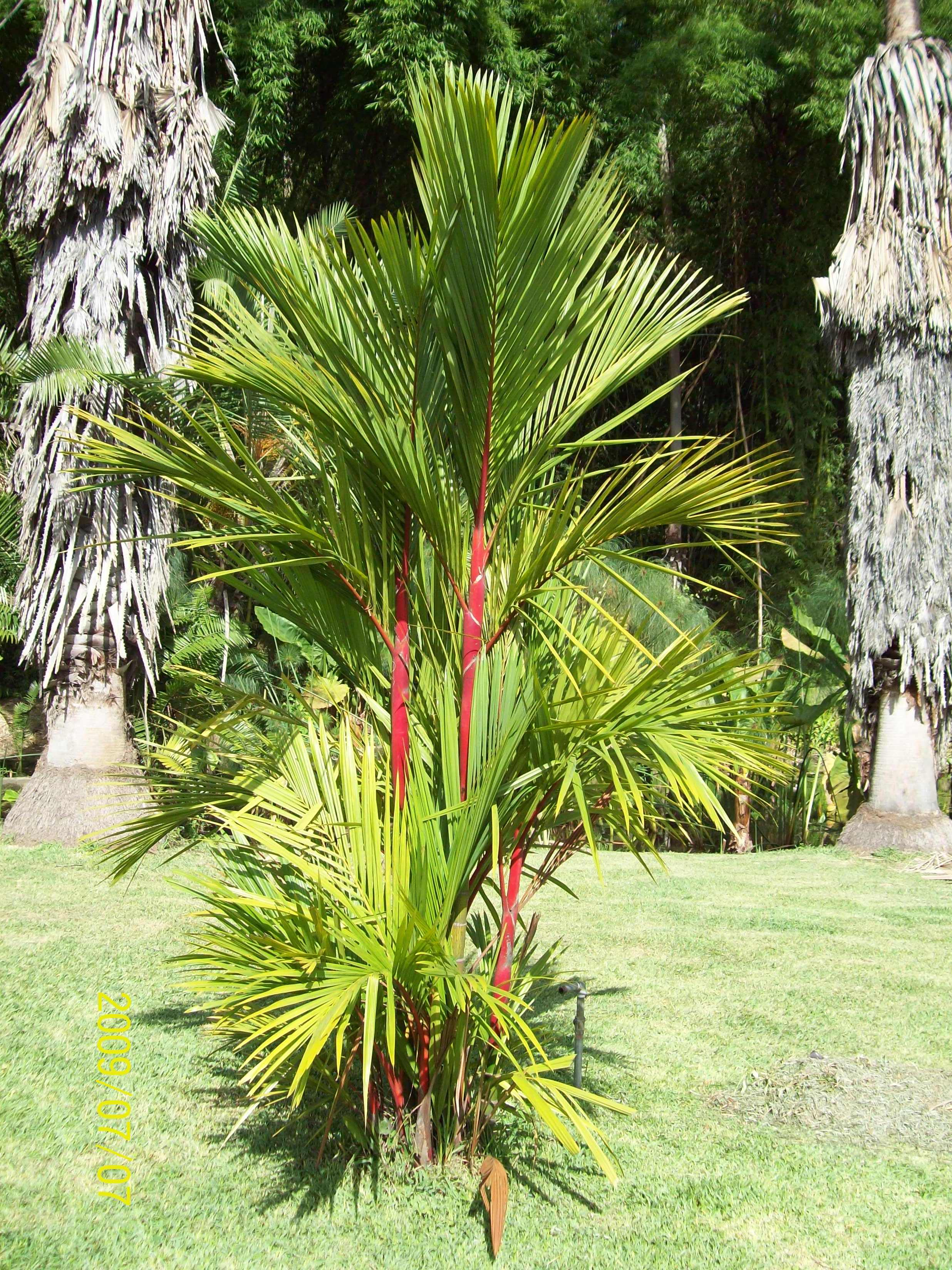